# René-Louis Lafforgue
Pour les articles homonymes, voir Lafforgue.
René-Louis Lafforgue (1928 à Saint-Sébastien (Espagne) - 1967 à Albi) est un auteur-compositeur-interprète français d'origine espagnole d'inspiration libertaire, également acteur au cinéma, au théâtre et à la télévision. Il est notamment l'auteur des chansons Julie la Rousse (1956) et Le Poseur de rails (1957).

## Biographie
René-Louis Lafforgue naît le 13 mars 1928 dans une famille de militants libertaires du Pays basque espagnol. Il subit la guerre d'Espagne, puis l'exil en France. Son père, Grégoire Lafforgue, s'installe à Cachan (Val-de-Marne), au 24, rue du Docteur-Hénouille, avec sa compagne parisienne, Lucie, dont il se sépare assez vite.
René-Louis Lafforgue passe son certificat d'études au collège de Pontoise puis exerce plusieurs métiers (apprenti boucher, menuisier, machiniste) avant de participer à la Résistance avec son frère Sylvain, qui y trouve la mort.
René-Louis Lafforgue épouse Claudie Laidet (1936-2014), dont il a trois enfants, Gilles (1959-1978), Vincent (1960-1998) et Isabelle (1962).

## Carrière artistique
Après la Libération, il cherche à devenir comédien et parvient à se faire engager, en 1948, par Charles Dullin.
En 1949, il fait une tournée européenne avec le mime Marcel Marceau.
En 1951, il interprète la pièce Drame à Toulon - Henri Martin, de Claude Martin et Henri Delmas, qui relate la vie et le procès d'Henri Martin, marin opposé à la guerre d'Indochine et condamné à cinq années de réclusion pour participation à une « entreprise de démoralisation de l'armée et de la nation,,. » Charles Denner, Paul Préboist, José Valverde et Antoine Vitez sont quelques-uns des comédiens de la troupe. Les représentations sont interdites par plusieurs préfets et maires, mais la censure est souvent déjouée et la pièce est jouée plus de trois cents fois.
C'est durant ces tournées théâtrales que René-Louis Lafforgue se met à l'écriture de chansons.
Il joue ensuite dans la compagnie que Jacques Fabbri crée en 1953 et, après les représentations, se produit dans des cabarets (La Villa d'Este, L'Échelle de Jacob…).
En 1955, il remporte le « prix André Claveau » au Grand Concours de la chanson de Deauville, ce qui marque le début de sa notoriété. Le 15 mars, aux côtés, entre autres, de Claude Evrard, il joue dans la pièce L'Opéra des gueux, d'après The Beggar's Opera, de John Gay, mise en scène par André Cellier et Gilles Leger.
En 1956, il est à l'affiche parmi les premières parties des spectacles de Georges Brassens et il obtient, dans la catégorie « Chanson », le Grand Prix du disque de la chanson française de l'Académie Charles-Cros pour sa chanson Julie la Rousse. Le 17 octobre, aux côtés, entre autres, de Raymond Devos, il est dans la distribution de la pièce La Vertu en danger, de Sir John Vanbrugh, mise en scène par Jacques Fabbri.
En 1957, il passe  à l'Olympia.
En 1962, il crée le cabaret L'École buissonnière au 10, rue de l'Arbalète, dans le 5e arrondissement de Paris. S'y produisent notamment Guy Bedos, Paul Préboist, Pierre Louki, Boby Lapointe, Maurice Fanon, Christine Sèvres, Léo Campion ou encore Béatrice Arnac. Le cabaret est alors un rendez-vous des libertaires et pacifistes pour qui il anime de nombreuses fêtes. Après sa mort, le cabaret est dirigé par sa femme, Claudie.
En 1966, il fonde sa propre marque d'éditions phonographiques, les Éditions du Tournesol, distribuée par Le Chant du Monde et à laquelle il confie ses ultimes enregistrements.
En juin 1967, René-Louis Lafforgue se tue en voiture sur l'ancienne route nationale 118 (renumérotée ultérieurement RN 112), entre Albi et Castres, lors d'un déplacement pour le tournage du feuilleton L'Éventail de Séville. Sa sépulture est au cimetière de Cachan.

## Vie privée
Le 6 décembre 1961, il est initié en franc-maçonnerie à la loge L'Étoile Polaire[source insuffisante] du Grand Orient de France à Paris.
Il écrit dans la chanson Le Grand Manitou : « Quand je passerai l’arme à gauche / S’il faut me faire pendre ailleurs, / Pour le pire et pour le meilleur, / Je ne raterai pas le coche. / Par la route la plus directe, / Si Dieu n’est pas un chicanier, / J’irai jusqu’au Grand Architecte, / Le jour du jugement dernier. »
René-Louis Lafforgue est le 467e Je me souviens de Georges Perec.

## Discographie
- 1951 : Le Pavé de ma rue, qu'il crée au Tabou
- 1953 : Le Pavé de ma rue
- 1955 : Paris est tout seul ce matin ; Noël sur la mer ; L'Autobus
- 1956 :

Marguy (René-Louis Lafforgue)
T’es bath… môme (René-Louis Lafforgue)
Ça, c’est chouette (René-Louis Lafforgue)
Carnaval (René-Louis Lafforgue - Hazel Scott)
Orchestre : Jo Moutet. Pathé-Marconi 45 EG 302 M
Le Poseur de rails
Par le vieux chemin de pierre
Le Braconnier
Mon cœur en tourment
Orchestres : Maurice Guinard et André Grassi. Pathé EG 208
La fête est là (René-Louis Lafforgue)
L’Écluse (René-Louis Lafforgue)
Julie la Rousse (René-Louis Lafforgue)
Sacré Gaston (René-Louis Lafforgue)
Orchestre : André Grassi. Pathé EG 229
- 1957 : T'es bath… môme
- 1958 : La Complainte du dragueur (Le Dragueur) ; À la belle étoile
- 1959 : Colombine ; La Douche municipale
- 1960 : La Demoiselle du palais de glace en duo avec Christiane Lasquin (1929-1988) ; Quand la valse est là
- 1961 : Les Rois de la petite reine ; La Perle fine
- 1962 : Marinette ; Le Grand Manitou
- 1963 : L'École buissonnière ; La Complainte du contribuable ; Il faut se les farcir « les tomates »
- 1964 : Amour, délice… et Lafforgue ; Mirabeau, Mirabelle ; Les Temps modernes ; La Guitare espagnole

Réédition d'un album de deux 33 tours, Pathé Marconi 2c150-15692/3M

## Théâtre
- 1949 : Mesure pour mesure, de William Shakespeare, mise en scène Jean Dasté, Comédie de Saint-Étienne.
- 1950 : L'Équarrissage pour tous, de Boris Vian, mise en scène André Reybaz, théâtre des Noctambules.
- Juin 1951 à septembre 1952 : Drame à Toulon - Henri Martin de Claude Martin et Henri Delmas, troupe Les pavés de Paris
- 1954 : Le Marchand de Venise, de William Shakespeare, mise en scène Grégory Chmara, Poche Montparnasse.
- 1955 : Le Quai Conti, de Guillaume Hanoteau, mise en scène René Dupuy, théâtre Gramont.

## Filmographie
- 1951 : Sous le ciel de Paris : l'artiste-peintre
- 1956 : Bonjour sourire : le tailleur
- 1957 : Mademoiselle et son gang : la Fourchette
- 1958 : Madame et son auto : l'accordéoniste
- 1959 : Julie la Rousse : Max Piccalo
- 1960 : La Pendule à Salomon : Parisien La Confiance
- 1960 : L'Homme à l'oreille cassée (TV) : Colonel Fougas
- 1962 : Un cheval pour deux
- 1962 : Les Amants de Teruel : Barker
- 1962 : Passe-temps (TV)
- 1962 : Font-aux-cabres (fresque dramatique de Félix Lope de Vega), téléfilm de Jean Kerchbron : le Commandeur
- 1964 : La Grande Frousse : le boucher
- 1964 : Pierrots des Alouettes, comédie musicale télévisée d'Henri Spade : Bille-en-tête
- 1965 : Mon royaume pour un lapin (TV) : Ronflard
- 1965 : La Communale : M. Raoul
- 1968 : L'Éventail de Séville (TV) : Antonio

## Réception critique
Georges Brassens écrit cette dédicace au dos de la pochette du premier 33 tours de René-Louis Lafforgue, intitulé René-Louis Lafforgue dans ses œuvres - le Troubadour de Paris, qui sort en 1954 :

« Il faut être aux aguets pour se sentir touché par la poésie d'un certain René-Louis Lafforgue. 

Une poésie rude de montagnard qu'il n'est pas. Il a l'air de chanter avec un croûton de pain à portée de la main. Sa guitare est de très mauvais bois mais qu'est-ce que ça peut bien nous faire ! 

Il chante. Il ne tend pas la patte. Il ne dit pas « À votre bon cœur Messieurs Dames ». Il choisit. Il n'est pas poète pour n'importe qui. 

Donne qui veut, donne qui peut. »,
Treize ans plus tard, il écrit une autre dédicace, posthume, au dos du dernier disque de René-Louis Lafforgue, intitulé René-Louis Lafforgue chante l'amour, qui sort en 1967 :

« Ces chansons que tu nous offres mon cher René Louis nous prouvent que tu es toujours parmi nous bien vivant et que tu le resteras encore longtemps pour nous tous qui t'aimons beaucoup ; nous tous les amis de la chanson et tes amis. »